# Self-clocking
Em telecomunicações e eletrônica, um sinal self-clocking (ou "auto-sincronizado") é aquele que pode ser decodificado sem a necessidade de um sinal de clock separado ou outra fonte de sincronização. Isto é feito geralmente incluindo sincronização embutida dentro do sinal e adicionando-se restrições na codificação da carga de dados de forma tal que falsas sincronizações possam ser facilmente detectáveis.
A maioria dos códigos de linha são projetados para serem auto-sincronizados.

## Exemplos deself-clocking
Isócrono
- 4B5B
- 8B/10B
- Codificação Manchester; os sinais de clock ocorrem nos pontos de transição.
- HDLC
- Modulação EFM
- Modified Frequency Modulation
- Sinais PDH

Anisócrono
- Código Morse
- Comunicação serial assíncrona

A maioria destes códigos pode ser vista como um tipo de codificação Run Length Limited. Os restritores em "corridas" de zeros e "corridas" de uns asseguram que as transições ocorrerão com freqüência suficiente para manter o receptor sincronizado.